# Aya Cash

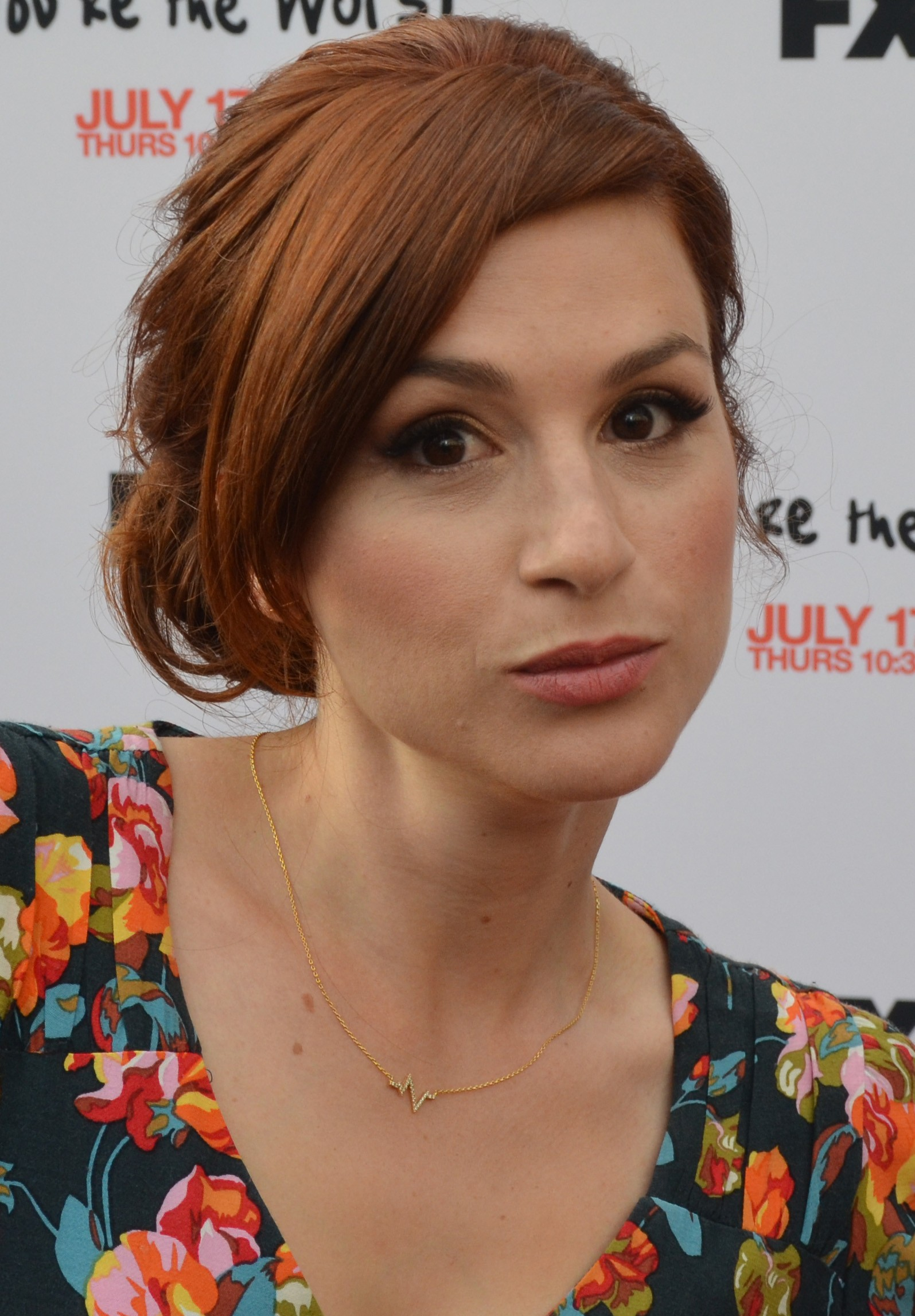
Aya Cash (2014)

Aya Rachel Cash (* 13. Juli 1982 in San Francisco, Kalifornien) ist eine US-amerikanische Schauspielerin.

## Leben
Cash ist die Tochter der Dichterin und Schriftstellerin Kim Addonizio. Ihre Großmutter war die Tennisspielerin Pauline Betz.
Sie trat seit Mitte der 2000er Jahre in verschiedenen Off-Broadway-Theaterproduktionen in Erscheinung. Ab dem Jahr 2006 folgten auch kleinere Auftritte in Fernsehproduktionen.
2011 war sie in der Fernsehserie Traffic Light zu sehen. 2013 trat sie in Martin Scorseses The Wolf of Wall Street auf. Von 2014 bis 2019 hatte sie eine der beiden Hauptrollen in der Comedyserie You’re the Worst. Von 2020 bis 2022 war sie in der Superhelden-Serie The Boys als Stormfront zu sehen.
2012 heiratete sie den Produzenten Josh Alexander. Sie leben in New York.

## Filmografie (Auswahl)
- 2006: Law & Order (Fernsehserie, Episode 16x20)
- 2006: Criminal Intent – Verbrechen im Visier (Law & Order: Criminal Intent, Fernsehserie, Episode 6x10)
- 2007: Spellbound (Fernsehfilm)
- 2008: Off Jackson Avenue
- 2008: Deception – Tödliche Versuchung (Deception)
- 2009: Winter of Frozen Dreams
- 2009: Law & Order: Special Victims Unit (Fernsehserie, Episode 10x12)
- 2009: The Bits in Between
- 2010: Strange Brew (Fernsehfilm)
- 2011: Traffic Light (Fernsehserie, 13 Episoden)
- 2011: Die Tochter meines besten Freundes (The Oranges)
- 2012: Sleepwalk with Me
- 2012: Friday Night Dinner (Fernsehfilm)
- 2013: The Happy House
- 2013: The Newsroom (Fernsehserie, 3 Episoden)
- 2013: Can a Song Save Your Life? (Begin Again)
- 2013: We Are Men (Fernsehserie, 5 Episoden)
- 2013: The Wolf of Wall Street
- 2014–2019: You’re the Worst (Fernsehserie, 62 Episoden)
- 2015: Modern Family (Fernsehserie, Episode 6x13)
- 2015: Sirens (Fernsehserie, Episode 2x07)
- 2015: Good Wife (Fernsehserie, Episode 6x21)
- 2016–2019: Easy (Fernsehserie, 4 Episoden)
- 2019: Fosse/Verdon (Miniserie, 6 Episoden)
- 2020: Scare Me
- 2020–2022: The Boys (Fernsehserie, 10 Episoden)
- 2021: We Broke Up
- 2021: This Country (Fernsehserie, 14 Episoden)
- 2022: Robot Chicken (Fernsehserie, Episode 11x18, Stimme)
- 2022: The Girl from Plainville (Miniserie, 6 Episoden)
- 2022–2023: Welcome to Flatch (Fernsehserie, 27 Episoden)
- 2022: The First Lady (Fernsehserie, 2 Episoden)
- 2023: The Young Wife
- 2024: The Franchise (Fernsehserie, 8 Episoden)
- 2025: The Floaters
- 2025: Adult Children

## Theater (Auswahl)
- 2006: The Pain and the Itch (Playwrights Horizons, New York City)
- 2008: From Up Here (New York City Center / Stage I, New York City)
- 2008: Three Changes (Playwrights Horizons, New York City)
- 2009: Offices (Linda Gross Theater, New York City)
- 2011: The Other Place (Lucille Lortel Theatre, New York City)
- 2011: Happy Hour (Peter Norton Space, New York City)
- 2017: The Light Years (Playwrights Horizons, New York City)
- 2018: Kings (Joseph Papp Public Theater / LuEsther Hall, New York City)